# Скороходов, Валерий Александрович
Вале́рий Алекса́ндрович Скорохо́дов (род. 16 сентября 1972, Елец, Липецкая область, СССР) — полковник спецназа ГРУ, участник Первой чеченской войны, Герой Российской Федерации (1996).

## Биография
Родился 16 сентября 1972 года в городе Елец Липецкой области в семье рабочих — Александра и Нины Скороходовых. Русский. Вскоре семья переехала в Ростовскую область, но после гибели отца в 1977 году вернулась в Елец, где в 1989 году Валерий окончил среднюю школу.
В августе 1989 года поступил на службу в Советскую Армию. Поступил учиться в Киевское высшее общевойсковое командное училище, но через два года, с распадом Советского Союза, оно оказалось за границей и было расформировано. В 1992 году переведён в Одесское артиллерийское командное училище имени М. В. Фрунзе, которое окончил в следующем году. Служил в 22-й отдельной бригаде специального назначения Северо-Кавказского военного округа (город Калач-на-Дону Волгоградской области).
С начала 1995 года — участник первой чеченской войны.
15 января 1996 года во главе штурмовой группы, переброшенной в район дагестанского села Первомайское с целью борьбы с бандой С.Радуева, захватившей более 100 заложников, проник на северо-западную окраину села и принял бой, в котором группа уничтожила 2 пулемётных расчёта противника и подавила 6 огневых точек. Однако, согласно поступившему приказу, группа покинула позиции и отошла. В ночь на 18 января 1996 года боевики предприняли попытку прорыва из села, и подразделение Скороходова оказалось на одном из участков прорыва и приняло бой. Скороходов заменил раненого пулемётчика, огнём в упор нанёс значительные потери боевикам, уничтожив 23 человека.
Указом Президента Российской Федерации от 15 мая 1996 года за мужество и героизм, проявленные при выполнении специального задания, старшему лейтенанту Скороходову Валерию Александровичу присвоено звание Героя Российской Федерации с вручением медали «Золотая звезда» (№ 281).
Впоследствии участвовал в миротворческой операции российских войск в бывшей Югославии (1999). В настоящее время полковник Скороходов В. А. продолжает службу в Российской Армии. Награждён медалями.

## Семья
Отец Александр Скороходов, рабочий, погиб, когда Валерию было 5 лет; мать — Нина Григорьевна Скороходова. Жена Наталья — военный врач, сын (в честь дедушки) Александр.